# Жыланды (приток Жабая)
Жыланды (Керегетас) — река в Казахстане в бассейне реки Ишим. Правый приток реки Жабай. Протекает по территории Сандыктауского и Атбасарского районов Акмолинской области.
Длина 140 км. Площадь бассейна 3650 км². Берёт начало на Кокшетауской возвышенности, впадает в реку Жабай. Имеет узкую долину. 9 притоков, длина каждого не превышает 50 км. Среднегодовой расход воды у села Новосельское 0,68 м³/с. Водятся щука, карась, сазан и другие.